# Diogenion vermifactus
Diogenion vermifactus is een pissebed uit de familie Entoniscidae. De wetenschappelijke naam van de soort is voor het eerst geldig gepubliceerd in 1960 door Codreanu, Codreanu & Pike.